# جوديث ميريل
جوديث ميريل (بالإنجليزية: Judith Merril)‏ (1923 - 1997)، هي كاتبة روائية أمريكية-كندية، وتُعد ميريل المولودة في بوسطن عام 1923م والتي هاجرت إلى كندا عام 1968م، من المتخصصين في روايات الخيال العلمي، وقد شكلت من الاديب إسحاق أسميموف ثنائيا أدبياً،وأصبحا من أبرز أعضاء «الحركة المستقبيلة» في الولايات المتحدة. ومن أبرز مؤلفات ميريل روايتها «ظلال على الأرض». وتوفيت يوم 12 سبتمبر 1997 في مدينة تورونتو الكندية.

## من مؤلفاته
- رواية «ظلال على الأرض».

## روابط خارجية
- جوديث ميريل على موقع IMDb (الإنجليزية)